# Santa Cruz (Coimbra)
Santa Cruz is een plaats (freguesia) in de Portugese gemeente Coimbra en telt 6 868 inwoners (2001).